# 前往潘科的特别列车

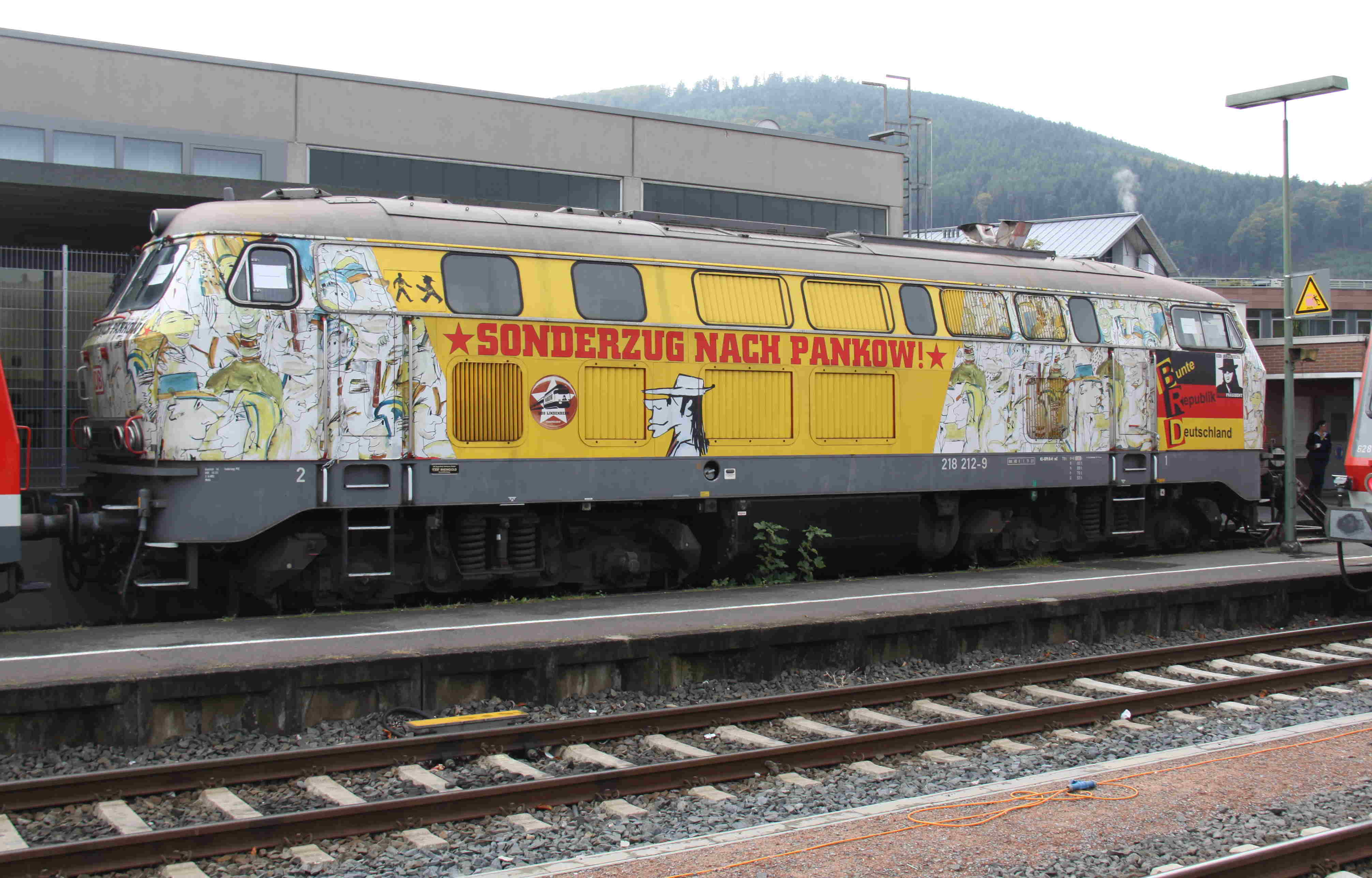
采用“前往潘科的特别列车”涂装的218 212号机车于米尔滕贝尔格（2012年）

《前往潘科的特别列车》（德語：Sonderzug nach Pankow）是西德摇滚歌手乌多·林登贝格的一首歌曲，发表于1983年2月2日，歌词内容为对东德领导人埃里希·昂纳克的讽刺。
乌多·林登贝格曾多次申请前往东德举办演唱会，但东德管理当局屡次拒绝他的申请。于是他创作了这首歌回应，这首歌时长3分钟，歌词讽刺了东德领导人埃里希·昂纳克。标题中的潘科是指曾经的东德领导人居住地。这首歌的旋律来自1941年格林·米勒创作的美国摇摆乐歌曲《Chattanooga Choo Choo》。
这首歌曲在1983年3月19日至5月6日连续7周处在西德音乐榜单中，其中四周名列第5位。这首歌的反响最终导致东德政府邀请他在1983年10月25日参加东德柏林共和国宫举办的“摇滚为和平”（Rock für den Frieden）音乐节，但他并未在东德演出这首歌曲，其巡回演出的计划也被取消。这首歌在当时的东德很流行，也是乌多·林登贝格最著名的歌曲之一。
2003年10月，为纪念《前往潘科的特别列车》创作20周年，德国铁路将一辆德国联邦铁路218型柴油机车218 212号改涂带有歌曲名称的黄白色的涂装，并负责前往潘科站的营运。